# 劍魚座XY
劍魚座XY，又名CD-51 975，HD 25470、SAO 233354、HR 1250，是劍魚座的一颗恒星，视星等为6.51，位于銀經260.82，銀緯-47.14，其B1900.0坐标为赤經3h 57m 34.3s，赤緯-51° -47.14′ 46″。